# 名門世家加義
名門世家加義足球会（めいもんせいけかぎそっきゅうかい、英語: Windsor Arch Ka I）は、中国のマカオタイパ島を本拠地とするサッカークラブである。澳門足球聯賽甲組(1部リーグに相当)に所属する。

## 概要
2009年に澳門足球聯賽甲組に昇格すると、名門世家の資金面での支援もあり、2010年、2011年、2012年と三連覇を達成し強豪クラブの仲間入りを果たしている。

## クラブ名の由来
住宅総合メーカーの名門世家がメインスポンサーとなっており、クラブ名の由来となっている。

## 獲得タイトル

### 国内タイトル
- リーグ：3回
  - 2010, 2011, 2012
- カップ：4回
  - 2009, 2010, 2015, 2016

## 歴代所属選手
- 伊藤壇 2009
- 陳健星 2009-